# 733 Mocia
Mocia (asteroide 733) é um asteroide da cintura principal com um diâmetro de 88,71 quilómetros, a 3,1825586 UA. Possui uma excentricidade de 0,0636672 e um período orbital de 2 288,83 dias (6,27 anos).
Mocia tem uma velocidade orbital média de 16,15547239 km/s e uma inclinação de 20,26242º.
Este asteroide foi descoberto em 16 de Setembro de 1912 por Max Wolf.